# Ity Tawy
Ity Tawy ("Dominatrice delle Due Terre") è un'antica città egizia, situata a sud di Menfi, nella prima provincia del Basso Egitto chiamata:
| O36 · T3 · R12 |

 il Forte Bianco.

## Storia
La città fu fondata all'inizio del Medio Regno da Amenemhat I con funzioni di residenza, ossia di capitale. L'esatta localizzazione della città è ancora sconosciuta anche se nel 1992 la missione del Metropolitan Museum of New York ha rinvenuto tracce di un abitato nei pressi dell'attuale villaggio di El-Lisht attribuite proprio a Ity-tawy.
Il nome completo della nuova città era Amenemhat-ity-tawy 
| M17 | Y5 · N35 | G17 | F4 · X1 | V15 | N16 · N16 | X1 · O49 |

ỉmn-m-ḥ3t ỉṯỉ t3wy - Amenemhat ha conquistato le due terre
In seguito fu abbreviato in:
| V15 · t | A24 | N17 · N17 · N23 · N23 | O49 |

ỉṯỉ t3wy
Ebbe importanza solamente durante la XII dinastia (Medio Regno) e venne abbandonata dopo circa trecento anni.
Le necropoli annesse a Ity Tawy si trovano ad el-Lisht, el-Lahun e Dahshur.